# Championnats d'Europe de plongeon 2009
Navigation
2011
Les Championnats d'Europe de plongeon se déroulent du 1er au 5 avril 2009 à Turin en Italie. C'est la première fois que cette compétition est organisée indépendamment des Championnats d'Europe de natation afin de satisfaire une périodicité annuelle.  

## Podiums

### Femmes
| Épreuves               | Or                                                   | Argent                                                 | Bronze                                               |
| Épreuves individuelles | Épreuves individuelles                               | Épreuves individuelles                                 | Épreuves individuelles                               |
| ---------------------- | ---------------------------------------------------- | ------------------------------------------------------ | ---------------------------------------------------- |
| Tremplin de 1 m        | Tania Cagnotto Italie 290,90 pts                     | Maria Marconi Italie 280,20 pts                        | Katja Dieckow Allemagne 267,65 pts                   |
| Tremplin de 3 m        | Tania Cagnotto Italie 345,85 pts                     | Olena Fedorova Ukraine 334,25 pts                      | Katja Dieckow Allemagne 317,20 pts                   |
| Haut vol à 10 m        | Yulia Koltunova Russie 331,35 pts                    | Nora Subschinski Allemagne 318,50 pts                  | Brooke Graddon Royaume-Uni 317,70 pts                |
| Épreuves synchronisées |                                                      |                                                        |                                                      |
| Tremplin de 3 m        | Italie Tania Cagnotto Francesca Dallapé 317,40 pts   | Allemagne Katja Dieckow Nora Subschinski 312,60 pts    | Ukraine Olena Fedorova Alevtina Korolyova 301,38 pts |
| Haut vol à 10 m        | Russie Natalia Goncharova Yulia Koltunova 315,78 pts | Allemagne Nora Subschinski Josephine Möller 296,28 pts | Royaume-Uni Helen Galashan Carol Galashan 291,96 pts |

### Hommes
| Épreuves               | Or                                                 | Argent                                            | Bronze                                                     |
| Épreuves individuelles | Épreuves individuelles                             | Épreuves individuelles                            | Épreuves individuelles                                     |
| ---------------------- | -------------------------------------------------- | ------------------------------------------------- | ---------------------------------------------------------- |
| Tremplin de 1 m        | Illya Kvasha Ukraine 420,90 pts                    | Christopher Sacchin Italie 418,55 pts             | Pavlo Rozenberg Allemagne 405,20 pts                       |
| Tremplin de 3 m        | Aleksandr Dobroskok Russie 482,75 pts              | Illya Kvasha Ukraine 475,90 pts                   | Michele Benedetti Italie 447,75 pts                        |
| Haut vol à 10 m        | Aleksei Kravchenko Russie 521,75 pts               | Aleksandr Dobroskok Russie 493,30 pts             | Patrick Hausding Allemagne 466,00 pts                      |
| Épreuves synchronisées |                                                    |                                                   |                                                            |
| Tremplin de 3 m        | Ukraine Illya Kvasha Oleksiy Pryhorov 422,31 pts   | Russie Ilia Zakharov Gleb Galperin 418,47 pts     | Italie Tommaso Marconi Nicola Marconi 407,19 pts           |
| Haut vol à 10 m        | Allemagne Sascha Klein Patrick Hausding 474,06 pts | Russie Oleg Vikulov Aleksei Kravchenko 440,52 pts | Ukraine Oleksandr Bondar Oleksandr Gorshkovozov 406,23 pts |

## Tableau des médailles
| Rang  | Nation      | Or | Argent | Bronze | Total |
| ----- | ----------- | -- | ------ | ------ | ----- |
| 1     | Russie      | 4  | 3      | 0      | 7     |
| 2     | Italie      | 3  | 2      | 2      | 7     |
| 3     | Ukraine     | 2  | 2      | 2      | 6     |
| 4     | Allemagne   | 1  | 3      | 4      | 8     |
| 5     | Royaume-Uni | 0  | 0      | 2      | 2     |
| Total | Total       | 10 | 10     | 10     | 30    |